# Фасіл-Геббі
Фасіл-Геббі — фортеця міста Гондер в ефіопському регіоні Амхара. У XVI–XVII століттях фортеця була резиденцією імператора Фасілідеса та його наступників.
Старе місто-фортеця оточене 900-метровою стіною, за якою розташовані палаци, церкви, монастирі й унікальні громадські та приватні будівлі. Архітектура має відбиток індійського й арабського стилів. Пізніше будівлі було змінено у стилі бароко, що з'явився у Гондері завдяки місіонерам-єзуїтам.
1979 року Фасіл-Геббі було внесено до списку Світової спадщини ЮНЕСКО.

## Історія
Гондер було засновано імператором Фасілідесом 1632 року. 1704 стався землетрус, що сильно пошкодив фортецю. У XIX столітті колишню резиденцію царів розграбували суданські махдисти. За часів окупації Італією Східної Африки відбулась невдала спроба реставрації фортеці. 1941 року будівлі використовувались для розквартирування верховного командування армії Муссоліні, а фортеця постраждала під час нальотів британської авіації.
Тривалий час фортеця була закрита для публіки. У той час ЮНЕСКО проводила реставрацію пам'ятників. Комплекс відчинився знову 2005 року.

## Будівлі
Основними будівлями комплексу є фортеця Фасілідеса й палац Йясу Великого (правив у 1682–1706 роках). Окрім того там розташований палац Бакаффа, що слугував резиденцією імператора з 1721 до 1730 року. На північний захід від міста на річці Каха розташовані лазневі палати, що їх іноді також приписують Фасілідесу.